# Federpicken

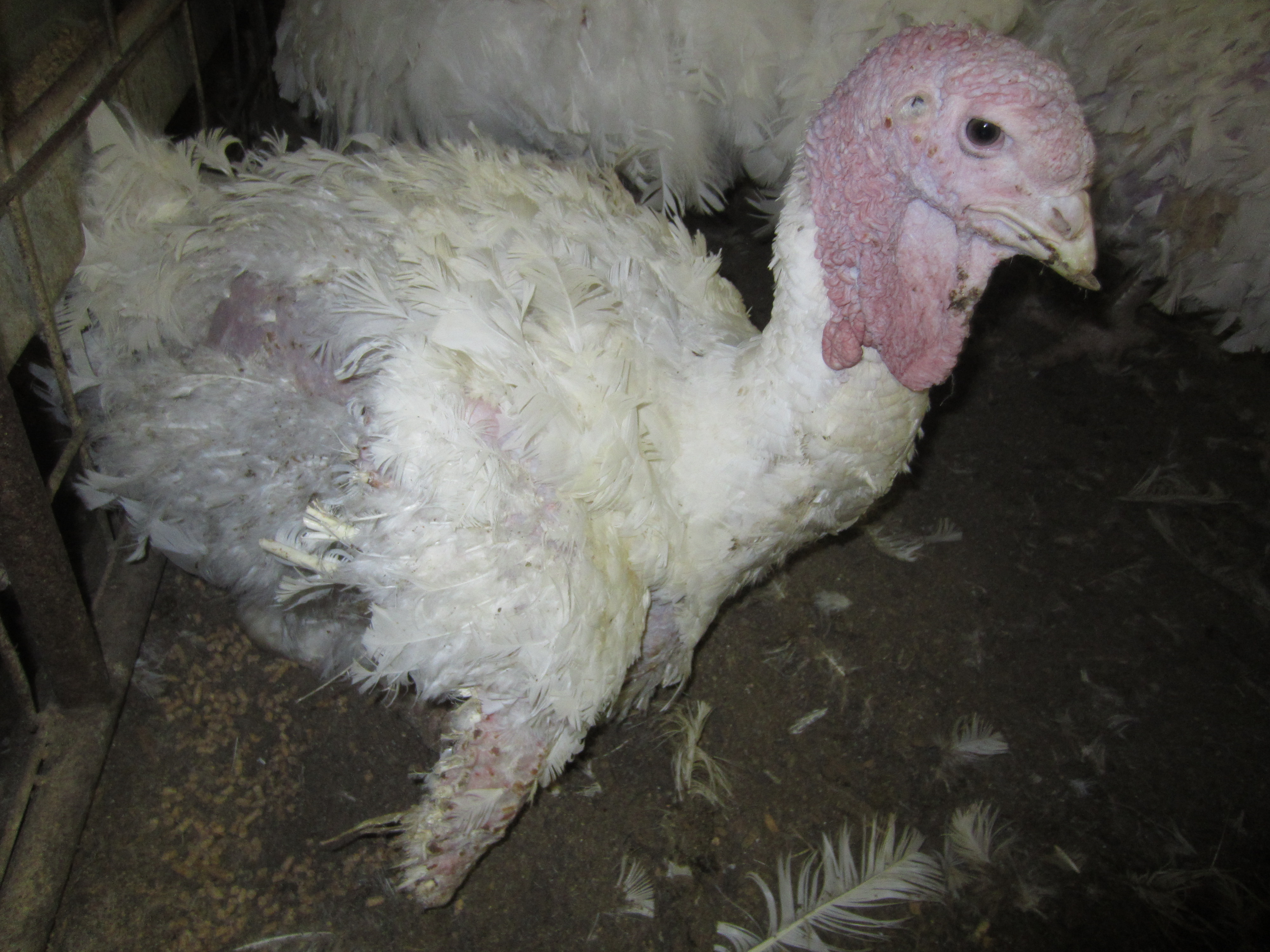
Truthahn mit kahlen Stellen

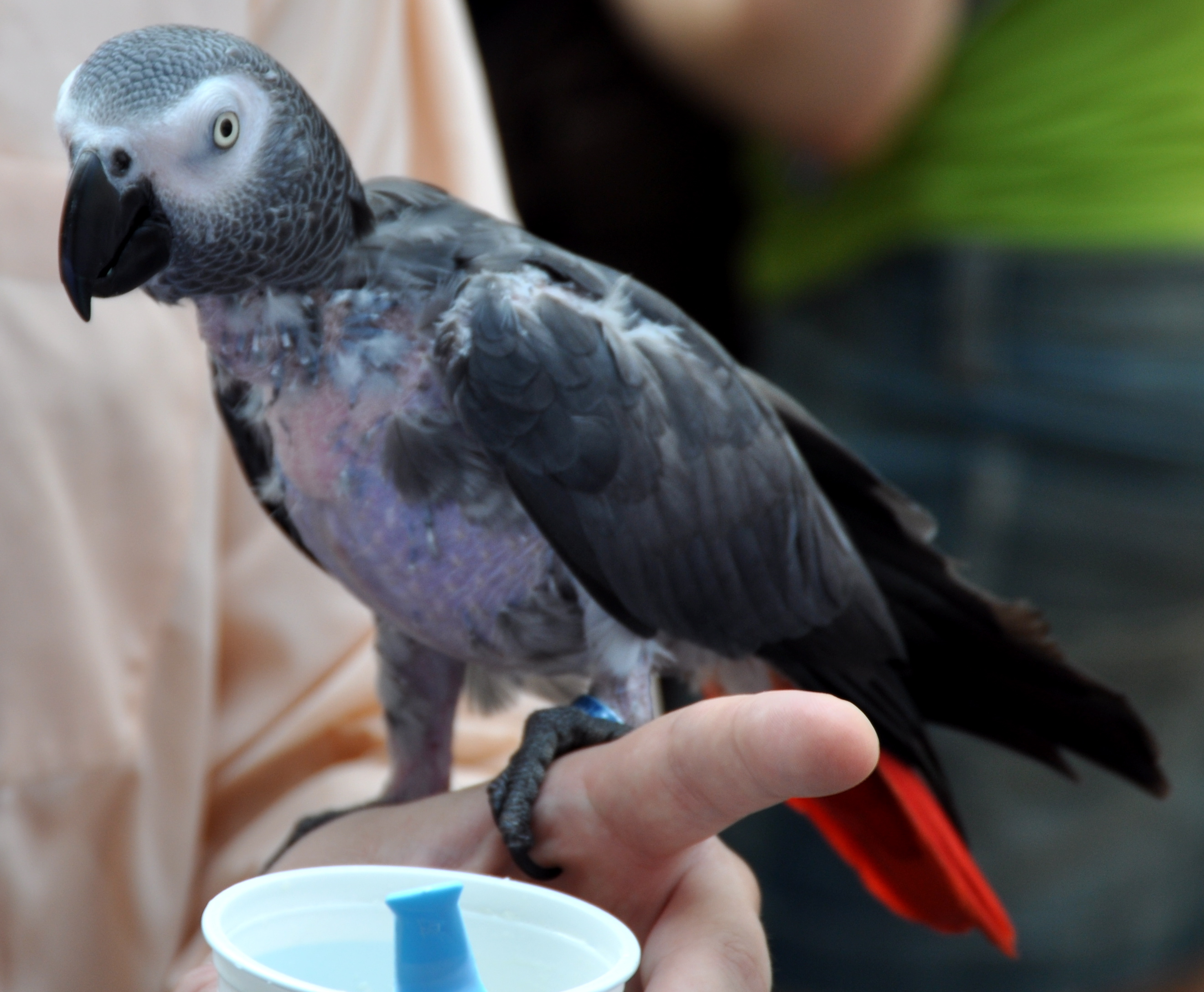
Graupapagei mit nackt gerupfter Brust

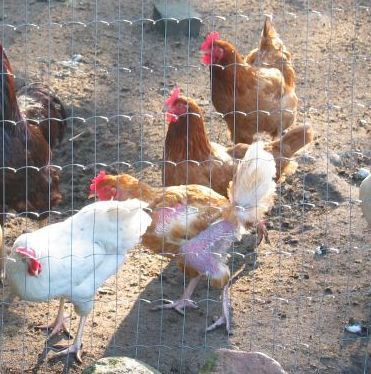
Braune Legehenne mit kahlen Stellen im Gefieder

Federpicken, Federbeißen oder Federrupfen bezeichnet das Bepicken sowie Herausziehen von Federn beziehungsweise Federteilen, welches bei unterschiedlichen Vogelarten in Gefangenschaft auftritt. In der Massentierhaltung wurde es oft bei Hühnern und Puten beobachtet. Dabei wird Federpicken oft als Vorstufe von Kannibalismus beobachtet. Das Phänomen tritt sowohl in der konventionellen als auch in der ökologischen Hühnerei- und Geflügelproduktion auf und zählt zu den häufigsten Verhaltensstörungen bei Ziervögeln wie Papageien und Sittichen.
Vögel neigen unter unnatürlichen Lebensbedingungen zu Federpicken und -rupfen, wobei sowohl selbstverletzendes Verhalten (Selbstrupfen) als auch Aggressionen gegen Artgenossen (Fremdrupfen), bis hin zum Kannibalismus, beobachtet wurden.
Das Federpicken wird als eine bei Tieren auftretende Variante der Anpassungsstörung bewertet, die durch unterschiedliche Faktoren begünstigt wird, und durch eine Überforderung der Tiere mit den Haltungsbedingungen erklärt.
Nur durch ein möglichst frühes Eingreifen durch die Halter kann das Fehlverhalten zeitnah reduziert oder eingestellt werden. Werden die auslösenden Bedingungen nicht korrigiert, so kann Federpicken zum Tod der Tiere und zu wirtschaftlichen Verlusten bei Großbetrieben führen.

## Ursachen
Als zentrale Ursache des Federpickens wird ein gestörtes Verhalten beim Nahrungserwerb durch fehlerhafte Haltungsbedingungen angesehen. Wird die Schnabelaktivität bei der Nahrungsaufnahme nicht befriedigt, kommt es zur Umorientierung auf andere erreichbare Objekte, in diesem Fall die Federn der Artgenossen. Das präventive Schnabelkürzen war als Gegenmaßnahme in landwirtschaftlichen Betrieben in Deutschland bis 2017 gestattet.
Darüber hinaus wurden Zusammenhänge zwischen Federrupfen und dem natürlichen Sandbadverhalten, der Gefiederpflege und dem Sozialverhalten der betroffenen Vögel festgestellt. Können diese Bedürfnisse nicht adäquat ausgelebt werden, so tritt, in Kombination mit mangelhaften Beschäftigungsmöglichkeiten, ein übersteigertes Putzverhalten, bis hin zur vollständigen Entfernung des Gefieders an einigen Körperpartien, auf.
Agonistisches Picken richtet sich in der Regel auf die Kopfregion und nicht auf das Gefieder. Eher ist davon auszugehen, dass das Picken gegen die Federn der Artgenossen aufgrund des nicht ausübbaren Bodenpickens zustande kommt.
Ohne Vorliegen einer Erkrankung, die mit Juckreiz einhergeht, wurden im Heimtierbereich folgende Faktoren benannt, die das Federrupfen begünstigen:
- Langeweile / fehlende Beschäftigungsmöglichkeiten
- Zu kleiner Käfig
- Zu wenig Bewegung
- Einzelhaltung
- Zu trockenes Raumklima
- Zu enge Bindung an den Halter
- Häufige Standortwechsel
- Wechsel der wichtigsten Bezugspersonen

Bei Graupapageien bewertet eine Studie der Universität Leipzig das Federrupfen als haltungsbedingt hervorgerufene Verhaltensstörung.

## Folgen
Das Federpicken und das Herausreißen der Federn kann bei den betroffenen Tieren zu Schmerzen, Furcht, Stress und einer erhöhten Sterberate führen.
In der Geflügelwirtschaft führt geschädigtes Federkleid in der Freilandhaltung zu höheren Wärmeverlusten, was im Extremfall zum Erfrieren führen kann. Bei Stallhaltung steigt dagegen der Bedarf an Futter, um den Verlust der Wärme auszugleichen. Aus Sicht des Halters führt Federpicken somit zu wirtschaftlichen Problemen durch den Verlust von Tieren und einen erhöhten Futterbedarf.
Auch Heimvögel rupfen und reißen mitunter so lange an ihrem Gefieder, bis sie sich selbst blutende Wunden zugefügt haben. Der frühzeitige Tod kann entweder durch Verbluten oder Infektionen, die in Folge von Federpicken entstanden sind, auftreten.

## Klassifikation
Für Beschäftigte von Betrieben und Privatmenschen, die Vögel einzeln oder in Gruppen halten, lassen sich nach aufsteigendem Schweregrad folgende Gefiederschäden gegeneinander abgrenzen:
Stufe 1:
- erste Beschädigungen des Gefieders durch Picken am Stoßansatz sowie am Rücken und Hals
- Federpicken an Bauch, Schenkeln und Flügeln

Stufe 2:
- massive Gefiederschäden mit kahlen Stellen und frei liegenden Hautanteilen

Stufe 3:
- überwiegend federloses Erscheinungsbild
- Auftreten von sichtbaren Verletzungen
- erhöhte Gefahr von Kannibalismus bei Herdenhaltung

## Prävention durch artgerechtere Haltungsbedingungen
In landwirtschaftlichen Betrieben kann ein vermindertes Vorkommen von Federpicken durch die Vermeidung bestimmter Haltungsbedingungen erreicht werden, darunter:
- Mangelhaftes Fütterungsmanagement
- Mangelhafte Futterzusammensetzung und Proteinversorgung
- Zu hohe Besatzdichten
- Unpassende Gruppengrößen
- Mangelndes Sitzstangenangebot
- unzureichende Einstreumenge und -qualität

## Abhilfe
In der Hühnerhaltung in Deutschland waren 2019 schätzungsweise zehn Prozent der Hühner betroffen, etwa 4 Millionen Tiere. Durch den damit einhergehenden wirtschaftlichen Schaden sind auch die Geflügelhalter daran interessiert, das Federpicken so gut wie möglich einzuschränken.
Forschungsergebnisse legen nahe, dass sich das Federpicken zwar nicht vollständig unterbinden lässt, es jedoch geeignete Maßnahmen gibt, durch die es sich in der Geflügelhaltung reduzieren lässt. An der Universität Göttingen fanden Geflügelwissenschaftler heraus, dass Tiere, die beispielsweise durch Picksteine, Stroh oder Weizenkörner in der Einstreu zusätzliche Beschäftigungsmöglichkeiten erhalten, seltener zu Selbst- und Fremdrupfen neigen. Als zusätzliches Einstreuelement hat sich Luzerne als hilfreich erwiesen. Eine Reduktion der Lichtintensität kann ebenfalls zu einer Verbesserung der Lage beitragen.
Tierrechtsorganisationen wie die Albert Schweitzer Stiftung für unsere Mitwelt forderten schon lange artgerechtere Haltungsbedingungen, um dem Federpicken vorzubeugen. Sie kritisieren darüber hinaus sogenannte symptomatische Gegenmaßnahmen, zu denen die quantitative Lichtreduktion und das (mittlerweile abgeschaffte) Kürzen der Schnäbel gezählt wird.